# 오건우 (배우)
오건우(본명: 오세규, 1981년 3월 18일 ~ 2011년 1월 13일)은 대한민국의 배우였다. 2003년 대한민국과 대만의 합작드라마 사랑의 향기를 통해 데뷔하였다. 2011년 1월 13일, 친구를 만나기 위해 자신의 승용차로 운전하던 중 대구광역시에서 교통사고로 향년 31세로 사망하였다.

## 학력
- 서울예술대학 연극과 전문학사

## 출연 작품

### 드라마
- 2003년 ~ 2004년 TTV 한국&대만 합작 드라마 《사랑의 향기》 - 박성준 역
- 2005년 ~ 2006년 MBC 주말 특별기획 드라마 《신돈》 - 쿤란 태자 역
- 2009년 ~ 2009년 KBS2 대하드라마 《천추태후》 - 요 성종 (청년) 역

### 영화
- 2007년 《동갑내기 과외하기 레슨 2》 - 박준태 역